# Hypecoum trullatum
Hypecoum trullatum är en vallmoväxtart som beskrevs av A. Dahl. Hypecoum trullatum ingår i släktet fjärilsrökar, och familjen vallmoväxter. Inga underarter finns listade i Catalogue of Life.